# Sultan (Washington)
Sultan je grad u američkoj saveznoj državi Washington. Prema popisu stanovništva iz 2010. u njemu je živjelo 4.651 stanovnika.